# 14 декабря (роман)
«14 декабря» — роман Д. С. Мережковского, опубликованный в 1918 году (первоначально как «Николай I и Декабристы») и ставший третьей, заключительной частью трилогии «Царство Зверя», начатой пьесой «Павел I» и продолженной романом «Александр I».

## История создания романа
События, происходившие в «14 декабря», во многом перекликались с драматической ситуацией в то время, когда писался и публиковался роман. Тем не менее, даже в конце 1917 года Мережковский ещё сохранял иллюзии относительно роли «демократической интеллигенции» в истории России. В годовщину декабрьского возмущения писатель опубликовал в газете «Вечерний звон» статью «1825-1917», в которой утверждал: 

Подлинный авангард русской революции — не крестьяне, не солдаты, не рабочие, а вот эти герои Четырнадцатого и мы, наследники их — русские интеллигенты, «буржуи», «корниловцы», «калединцы», «враги народа»… Русская революционная интеллигенция — русская революционная аристократия… Все мы, русские интеллигенты, в этом смысле — «декабристы» вечные — вечные стражи революционного сознания, революционной свободы и революционной личности.— Д.Мережковский. «Вечерний звон»
«14 декабря» считается самым сюжетно динамичным и композиционно совершенным романом Мережковского. Во многом концепция романа укладывалась в общую схему мировоззрения писателя: изображённые в нём события — бунт на Сенатской площади, выступление Черниговского полка на Украине и всё, затем последовавшее, — являлись для героев Мережковского «опытом практического воплощения о Царстве Божием на земле как на Небе».
Документальная часть романа была построена, на первый взгляд, на строгом следовании историческим документам. Однако документ (как отмечал критик О. Михайлов), «как и географические и исторические реалии, в итоге как бы сковывал фантазию Мережковского-художника». Писатель оставался, «можно сказать, внутри документа», преобразуя его то в выдуманный дневник одного из персонажей романа, то в форму острого диалога или внутреннего потока сознания, который превращался таким образом в поток цитат.

## Отзывы критики
Если первая трилогия была признана выдающимся явлением уже на момент её завершения, в современной Мережковскому — русской и европейской — критике, то вторая трилогия, «Царство Зверя», была признана лишь на Западе и практически проигнорирована в России и СССР. Дореволюционные критики искали в ней прежде всего воплощение религиозных, политических и философских идей писателя, рассматривая художественную часть лишь как иллюстрацию этих идей.